# Туенкуанг (провинция)
Туенкуа́нг (вьет. Tuyên Quang, тьы-ном 宣光) — провинция в северной части Вьетнама, к северо-западу от Ханоя, в долине реки Ло (приток Хонгха). Площадь составляет 5870,4 км²; население на 2019 год — 784 811 человек. Административный центр — одноимённый город.

## География и климат

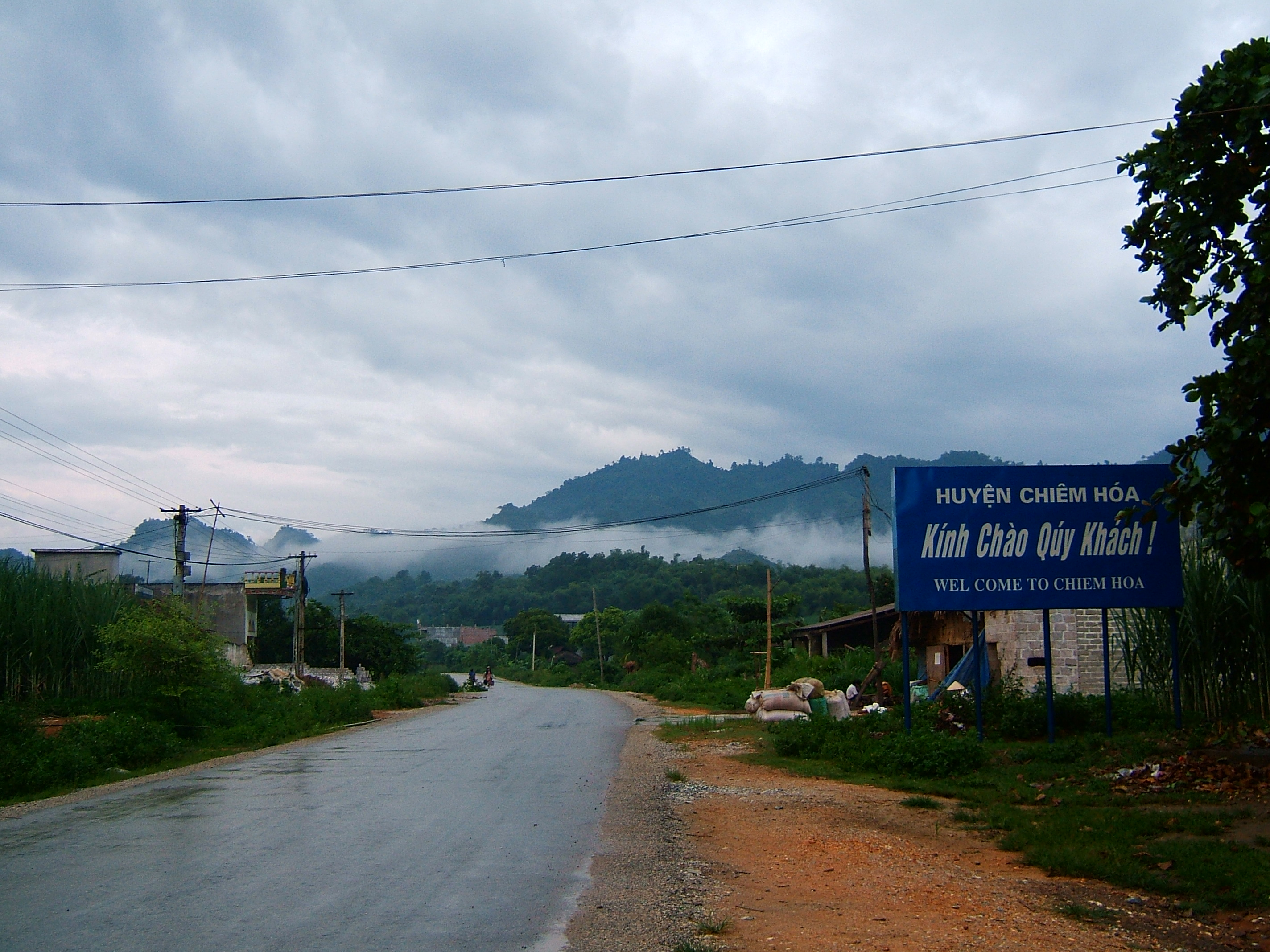
Округ Тьемхоа

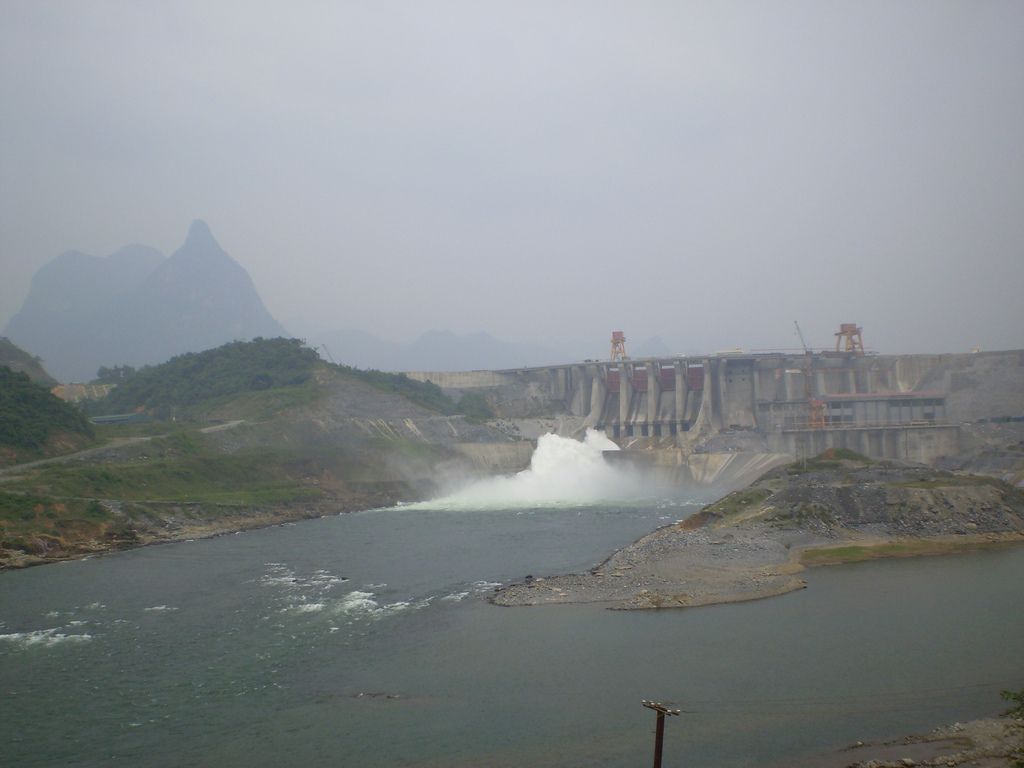
Дамба Наханг

Большая часть провинции находится на высоте от 200 до 600 м над уровнем моря. Южные районы представляют собой узкие речные долины с невысокими грядами холмов (до 300 м). Север представлен горами, превышающими 1400 м (высшая точка — гора Тямтю: 1589 м). Основные реки региона включают Ло, Гам и Фодай. Недра провинции богаты такими полезными ископаемыми как железо, цинк, олово, свинец, сурьма, каолинит, полевые шпаты, известняк.
Климат региона характеризуется как тропический, период муссонов продолжается с мая по октябрь. Среднегодовой уровень осадков составляет 1500 мм. Средняя температура: 22,4 °С.

## Население
По данным на 2008 год население провинции составляло 746 900 человек, плотность населения — 127 чел./км². Женщины составляют 50,58 %; мужчины — 49,42 %. Городское население — 9,47 %.
Провинция отличается своей многонациональностью. По данным переписи 2009 года вьеты составляют большую часть населения. Кроме этого, народ таи (тхо) составляет 25,6 % населения провинции, яо — 12,5 %, сянтай — 8,2 % и мяо — 2,3 %.
По данным на 2013 год численность населения составляла 775 492 человека.
Динамика численности населения провинции по годам:
| 1999    | 2005    | 2006    | 2013    | 2019    |
| ------- | ------- | ------- | ------- | ------- |
| 676 174 | 726 783 | 732 300 | 775 492 | 784 811 |

## Административное деление
В административном отношении делится на 1 город (Туенкуанг) и 6 округов.

## Экономика
Основные сельскохозяйственные культуры региона включают рис, кукурузу, картофель, маниок, чай, цимбопогон, цитрусовые, бобовые. Имеет место горная промышленность, производство бумаги и цемента.